# Pietro Bellotti
Pour les articles homonymes, voir Pietro Bellotti (1725-vers 1805) et Belotti.
Pietro Bellotti parfois Pietro Bellotto (1625 ou 1627 ?) Roè Volciano – 1700 Gargnano) est un peintre italien.

## Biographie
Arrivé à Venise âgé de douze ans, il devient l’apprenti de Girolamo Forabosco (1605-1679) et reste dans la ville jusque dans les années 1670. Là, il s’adonne à la peinture de portrait, qu’il aborde avec humanité et naturalisme, à la façon d’un José de Ribera, et montre la voie aux artistes du genre lui succédant, comme Giacomo Ceruti (1698-1767).

### Œuvres de jeunesse et premiers commanditaires de renom
La Parque Lachesis est un de ses tableaux de jeunesse, conservé à la Staatsgalerie de Stuttgart, et daté de 1654 ; il se distingue par un réalisme déjà presque obsessionnel.
Le peintre établit en effet très tôt ses caractéristiques stylistiques : rides profondes des visages, à la manière de Ribera (1591-1652), vêtements aux détails pittoresques et aux grossières coutures bien visibles, cadrage centré sur le haut du corps et particulièrement sur les mains au premier plan.
Le jeune artiste excelle dans la précision des détails, s’astreignant à une contemplation acharnée de ses modèles, ce qui lui vaut de devenir l’un des portraitistes les plus appréciés de son temps. Pour peindre ses figures, il s’inspire des gens du peuple, en y mêlant un soupçon de caricature. Âpreté, voire aridité sont dans ses œuvres adoucies par un coloris harmonieusement mitigé, associé à un profond clair-obscur qu’il tempère, et qui en même temps donne au personnage un certain relief.
À l’aune des mêmes spécificités stylistiques, auquel s’ajoute quelque esprit facétieux, il exécute deux Autoportraits en habit de joie, l’un aujourd’hui conservé à la Pinacoteca di Brera de Milan, l’autre aux Offices de Florence.
Il semble avoir travaillé pour le cardinal Pietro Ottoboni di Brescia, et pour le cardinal Mazarin à l’occasion d’un voyage en France au début des années 1660. De retour à Venise en 1663, il peint Médée rajeunissant Éson pour le comte Giovanni Humprecht Czernin.

### Triptyque des vieillards

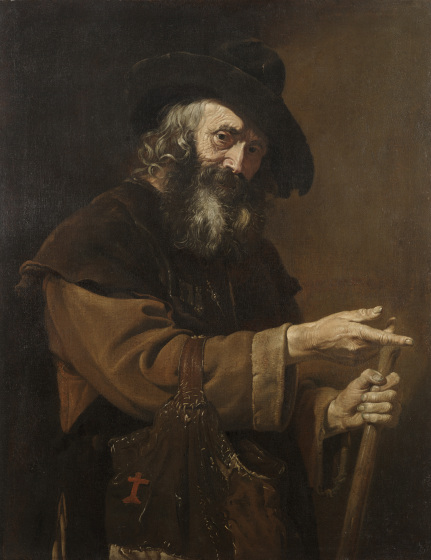
Vieux Pèlerin (vers 1660-1670) musée d'Art de Dallas, huile sur toile,.

Les sources manquent concernant l’âge de la maturité de Bellotti, après 1664, date autour de laquelle auraient été créées trois œuvres selon Frangi : Vieux Chanteur (collection privée, Paris), Un vieil homme tenant une bouteille de pèlerin (National Gallery de Londres) et Vieux Pèlerin avec un bâton (Dallas Museum of Art).
On y constate le recours à aux accents raffinés de luminosité, déposée par les pigments, et expression d’une approche inspirée, virtuose d’un naturalisme présentant une nette évolution du style. Ces portraits font écho aux précédents des peintures française et espagnole, à travers la pose libre, la vivacité des touches de lumière entre les doigts et le long de l’avant-bras. L’héritage caravagiste se voit par ailleurs révélé par les contrastes lumineux, par le choix combiné de sujets similaires traités avec une expression directe, c’est-à-dire l’éclat original et nouveau des images de pauvres gens, avec des gestes amples et des regards habités impliquant le spectateur lui-même.
Dans le Vieux Pèlerin surtout, le personnage de trois-quarts paraît ainsi s’adresser au spectateur et lui indiquer sans parole le chemin à suivre. Le traitement des détails physiques, alternant légères et généreuses touches, dirige le regard, de même le clair-obscur, en jetant le visage et les mains en pleine lumière et baignant d’ombre les autres parties du tableau. Bellotti semble ici porter un intérêt égal à l’âme de son sujet, vêtu modestement et guidé par la sagesse quoiqu’usé par les ans.

### Dernières années
Par la suite, il répond aux commandes d’autres demandes de hauts dignitaires, comme entre octobre 1668 et janvier 1669 à Munich à la cour de Ducs Électeurs. La dernière œuvre connue de l’artiste remonte à 1670 et a pour sujet un Philosophe tenant un livre dans sa main. Concernant la fin de sa vie, peu d’informations ont survécu jusqu’à nous, si ce n’est des voyages à travers l’Italie, dont Milan de 1670 à 1674, Mantoue en 1681, Gargagno entre 1690 et 1695, où il s’éteint d’ailleurs, et peut-être Rome. Il a de surcroît œuvré pour les Médicis, à en croire une lettre, adressée à l’un des membres de la famille, Fernando.

## Sources
- (it) Francesco Frangi, sur « Pietro Bellotti » in Un museo da scoprire. Dipinti antichi della Pinacoteca del Castello Sforzesco, Milan, 7 avril – 6 juin 1993, p.  96-97, sous cat. No. 47.
- (it) Luciano Anelli, Pietro Bellotti 1625-1700, Brescia, 1996, p.  385, R.70.
- (en)« Pietro Bellotti », dans Allgemeines Lexikon der bildenden Künstler von der Antike bis zur Gegenwart, tome 3, Leipzig, E.A. Seemann, p.  271, 1964.
- (en) Dossier d’œuvre du Dallas Museum of Art : The Pilgrim with a Stick, 1660-1670, DMA, compris dans un triptyque constitué par An Old Singer de collection privée parisienne et Old Man Holding a Pilgrim-Bottle by a Globe, National Gallery, Londres.